# Катастрофа Ми-8 на Камчатке (2024)
Катастрофа Ми-8 — авиационное происшествие, произошедшее 31 августа 2024 года в Елизовском районе Камчатского края. Вертолёт Ми-8Т, принадлежащий авиакомпании «Витязь-Аэро», выполнял экскурсионный полёт от горы Вачкажец до посадочной площадки Николаевка-2. В результате столкновения с горным склоном погибли все находившиеся на борту 22 человека — 19 пассажиров и 3 члена экипажа.

## Обстоятельства
Согласно сообщениям в СМИ, вертолёт Ми-8Т, принадлежащий авиакомпании «Витязь-Аэро», 31 августа 2024 года около 16:05 по местному времени вылетел с площадки у вулкана Вачкажец в направлении посадочной площадки Николаевка-2. На борту находились туристы из различных регионов России. Сообщалось, что связь с экипажем прервалась примерно через 9 минут после вылета — около 16:14 по местному времени, после чего вертолёт пропал с радаров.
Поисково-спасательная операция началась в течение дня, однако была осложнена погодными условиями: туманом, осадками и низкой облачностью. Обломки воздушного судна были обнаружены утром 1 сентября на восточном склоне горы в районе вулкана Вачкажец, на высоте около 930 метров над уровнем моря.

## Данные окончательного отчёта МАК
Согласно окончательному отчёту Межгосударственного авиационного комитета, опубликованному в марте 2025 года, причиной катастрофы стала ошибка пилотирования в условиях ограниченной видимости и сложного горного рельефа. Экипаж допустил снижение ниже установленной безопасной высоты и не предпринял своевременных мер для предотвращения столкновения с местностью.
Полёт выполнялся по правилам визуальной навигации при неблагоприятной метеообстановке. В районе полёта наблюдались густой туман, морось и низкая облачность с нижней границей менее 300 метров. Видимость в месте столкновения, по данным отчёта, не превышала 100 метров. Горы были закрыты облаками, что делало визуальный полёт в этом районе опасным.
Несмотря на предупреждение о сложных метеоусловиях, маршрут полёта изменён не был. Вертолёт снизился до 930 метров по давлению QNH (атмосферное давление, приведенное к уровню моря), что было ниже минимально допустимой высоты для этого района. Через три с половиной минуты после взлёта произошло столкновение с восточным склоном горы.
Воздушное судно не было оборудовано системой предупреждения о сближении с землёй (TAWS). Технических неисправностей не выявлено. Все системы функционировали штатно. Экипаж имел необходимую квалификацию, однако расследование указало на недостаточное применение принципов командной работы и управления рисками (CRM).
Экипаж состоял из трёх человек:
- командир воздушного судна (КВС) — 38 лет, налёт на Ми-8Т более 4500 часов;
- второй пилот — 23 года, налёт на Ми-8Т около 300 часов;
- бортмеханик — 29 лет, налёт на Ми-8Т более 1700 часов.

## Последствия и реакции
Катастрофа вызвала широкий общественный резонанс и обсуждение вопросов безопасности туристических полётов в труднодоступных и горных районах. Следственный комитет России возбудил уголовное дело по факту нарушения правил безопасности эксплуатации воздушного транспорта (ст. 263 УК РФ). Региональные власти объявили день траура, были организованы мероприятия по оказанию помощи родственникам погибших.
Генерального директора Виктора Сиротина и замдиректора по летной работе Дмитрия Задирея уволили после происшествия.
Список погибших пассажиров:
Бузякова Татьяна
Демчук Наталья
Замятин Арсений — финансовый директор Российского футбольного союза
Замятина Полина
Кисельникова Юлия
Левкин Максим
Никулин Александр
Никулина Евгения
Ососкова Ирина
Пальора Анна
Пахомова Анна
Репников Михаил — сооснователь туристической компании «Клуб гидов»
Репникова Юлия — сооснователь сервиса Dogsy
Серегин Кирилл
Степанов Максим
Фурсова Людмила
Ширинкин Михаил
Янгубаева Ольга
Гординская Надежда